# Голубієвичі (Кропивницький район)
Голубіє́вичі (до 1992 року — Ленінське) — село в Україні, у Компаніївській селищній громаді Кропивницького району Кіровоградської області. Населення становить 274 осіб. До 2020 орган місцевого самоврядування — Голубієвицька сільська рада.
Збудоване для переселенців із постраждалих від аварії на ЧАЕС районів Житомирщини, зокрема для мешканців села Голубієвичі Народицького району. У пам'ять про це нове село було також назване Голубієвичі — так у степах Кіровоградщини з'явилася часточка Полісся.

## Історія на населення
Згідно з переписом УРСР 1989 року чисельність наявного населення села становила 20 осіб, з яких 11 чоловіків та 9 жінок.
15 грудня 1992 року Верховна Рада перейменувала село Ленінське Софіївської сільської ради народних депутатів Компаніївського району Кіровоградської області на село Голубієвичі.
За переписом населення України 2001 року в селі мешкали 273 особи.

### Мова
Розподіл населення за рідною мовою за даними перепису 2001 року:
| Мова       | Відсоток |
| ---------- | -------- |
| українська | 96,35 %  |
| вірменська | 1,46 %   |
| білоруська | 1,09 %   |
| російська  | 1,09 %   |